# Formule 1 in 1992

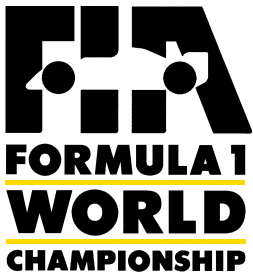
Formule 1 logo

Het Formule 1-seizoen 1992 was het 43ste FIA Formula One World Championship seizoen. Het begon op 1 maart en eindigde op 8 november na zestien races.
Nigel Mansell pakte zijn enige wereldtitel ooit in de Formule 1, na het seizoen vertrok hij naar de Verenigde Staten voor de CART-races.
Mansell vestigde het record van 14 polepositions in één seizoen. Dit record werd pas verbroken op 26 november 2011 toen Sebastian Vettel zijn 15e poleposition van het seizoen haalde.
Alain Prost nam een jaar rust.
Michael Schumacher won zijn eerste Grand Prix.
Andrea Moda debuteerde bij de teams.
Jan Lammers keerde na een afwezigheid van 10 jaar terug en reed de laatste 2 races van het seizoen voor March.
In de loop van het seizoen verdwenen Andrea Moda, Brabham en Fondmetal. Na het seizoen stopte March.
Na de Grand Prix van Hongarije verdwijnt de pre-kwalificatie door het gezakte aantal inschrijvingen (30 of minder per race)
Alle teams reden met banden geleverd door Goodyear.

## Kalender
| GP nr. | Ronde | Grand Prix              | Circuit                        | Plaats            | Datum        |
| ------ | ----- | ----------------------- | ------------------------------ | ----------------- | ------------ |
| 517    | 1     | GP van Zuid-Afrika      | Kyalami Grand Prix Circuit     | Midrand           | 1 maart      |
| 518    | 2     | GP van Mexico           | Autódromo Hermanos Rodríguez   | Mexico-Stad       | 22 maart     |
| 519    | 3     | GP van Brazilië         | Autódromo José Carlos Pace     | São Paulo         | 5 april      |
| 520    | 4     | GP van Spanje           | Circuit de Barcelona-Catalunya | Montmeló          | 3 mei        |
| 521    | 5     | GP van San Marino       | Autodromo Enzo e Dino Ferrari  | Imola             | 17 mei       |
| 522    | 6     | GP van Monaco           | Circuit de Monaco              | Monte Carlo       | 31 mei       |
| 523    | 7     | GP van Canada           | Circuit Gilles Villeneuve      | Montreal (Quebec) | 14 juni      |
| 524    | 8     | GP van Frankrijk        | Circuit de Nevers Magny-Cours  | Magny-Cours       | 5 juli       |
| 525    | 9     | GP van Groot-Brittannië | Silverstone Circuit            | Silverstone       | 12 juli      |
| 526    | 10    | GP van Duitsland        | Hockenheimring                 | Hockenheim        | 26 juli      |
| 527    | 11    | GP van Hongarije        | Hungaroring                    | Mogyoród          | 16 augustus  |
| 528    | 12    | GP van België           | Circuit de Spa-Francorchamps   | Stavelot          | 30 augustus  |
| 529    | 13    | GP van Italië           | Autodromo Nazionale Monza      | Monza             | 13 september |
| 530    | 14    | GP van Portugal         | Autódromo do Estoril           | Estoril           | 27 september |
| 531    | 15    | GP van Japan            | Circuit Suzuka                 | Suzuka            | 25 oktober   |
| 532    | 16    | GP van Australië        | Stratencircuit van Adelaide    | Adelaide          | 8 november   |

### Afgelast
- De Grand Prix van de Verenigde Staten zou verreden worden op 15 maart maar in oktober 1991 werd er met wederzijdse toestemming van de FIA en de organistie besloten de Grand Prix af te gelasten.[1]
- De Grand Prix van Oostenrijk werd afgelast vanwege financiële problemen.[2] De Grand Prix van Hongarije, oorspronkelijk gepland voor 23 augustus schoof hierdoor een week naar voren op de kalender.
- De Grand Prix van Europa die in Spanje verreden zou werden werd om onduidelijke redenen afgelast.[2]

| Ronde | Grand Prix                 | Circuit                      | Plaats               | Originele datum |
| ----- | -------------------------- | ---------------------------- | -------------------- | --------------- |
| 2     | GP van de Verenigde Staten | Stratencircuit Phoenix       | Phoenix (Arizona)    | 15 maart        |
| 12    | GP van Oostenrijk          | Österreichring               | Spielberg            | 16 augustus     |
| 17    | GP van Europa              | Circuito Permanente de Jerez | Jerez de la Frontera | 4 oktober       |

## Resultaten en klassement

### Grands Prix
| Ronde | Grand Prix              | Poleposition     | Snelste ronde      | Winnende coureur   | Winnende constructeur | Verslag |
| ----- | ----------------------- | ---------------- | ------------------ | ------------------ | --------------------- | ------- |
| 1     | GP van Zuid-Afrika      | Nigel Mansell    | Nigel Mansell      | Nigel Mansell      | Williams-Renault      | Verslag |
| 2     | GP van Mexico           | Nigel Mansell    | Gerhard Berger     | Nigel Mansell      | Williams-Renault      | Verslag |
| 3     | GP van Brazilië         | Nigel Mansell    | Riccardo Patrese   | Nigel Mansell      | Williams-Renault      | Verslag |
| 4     | GP van Spanje           | Nigel Mansell    | Nigel Mansell      | Nigel Mansell      | Williams-Renault      | Verslag |
| 5     | GP van San Marino       | Nigel Mansell    | Riccardo Patrese   | Nigel Mansell      | Williams-Renault      | Verslag |
| 6     | GP van Monaco           | Nigel Mansell    | Nigel Mansell      | Ayrton Senna       | McLaren-Honda         | Verslag |
| 7     | GP van Canada           | Ayrton Senna     | Gerhard Berger     | Gerhard Berger     | McLaren-Honda         | Verslag |
| 8     | GP van Frankrijk        | Nigel Mansell    | Nigel Mansell      | Nigel Mansell      | Williams-Renault      | Verslag |
| 9     | GP van Groot-Brittannië | Nigel Mansell    | Nigel Mansell      | Nigel Mansell      | Williams-Renault      | Verslag |
| 10    | GP van Duitsland        | Nigel Mansell    | Riccardo Patrese   | Nigel Mansell      | Williams-Renault      | Verslag |
| 11    | GP van Hongarije        | Riccardo Patrese | Nigel Mansell      | Ayrton Senna       | McLaren-Honda         | Verslag |
| 12    | GP van België           | Nigel Mansell    | Michael Schumacher | Michael Schumacher | Benetton-Ford         | Verslag |
| 13    | GP van Italië           | Nigel Mansell    | Nigel Mansell      | Ayrton Senna       | McLaren-Honda         | Verslag |
| 14    | GP van Portugal         | Nigel Mansell    | Ayrton Senna       | Nigel Mansell      | Williams-Renault      | Verslag |
| 15    | GP van Japan            | Nigel Mansell    | Nigel Mansell      | Riccardo Patrese   | Williams-Renault      | Verslag |
| 16    | GP van Australië        | Nigel Mansell    | Michael Schumacher | Gerhard Berger     | McLaren-Honda         | Verslag |

### Puntentelling
Punten worden toegekend aan de top zes geklasseerde coureurs. 
| Positie | 01e0 | 02e0 | 03e0 | 04e0 | 05e0 | 06e0 |
| Punten  | 10   | 6    | 4    | 3    | 2    | 1    |

### Klassement bij de coureurs
| Pos. | Nr.             | Coureur              | Grands Prix | Grands Prix | Grands Prix | Grands Prix | Grands Prix | Grands Prix | Grands Prix | Grands Prix | Grands Prix | Grands Prix | Grands Prix | Grands Prix | Grands Prix | Grands Prix | Grands Prix | Grands Prix | Punten |
| Pos. | Nr.             | Coureur              | ZAF         | MEX         | BRA         | SPA         | SMR         | MON         | CAN         | FRA         | GBR         | DUI         | HON         | BEL         | ITA         | POR         | JPN         | AUS         | Punten |
| ---- | --------------- | -------------------- | ----------- | ----------- | ----------- | ----------- | ----------- | ----------- | ----------- | ----------- | ----------- | ----------- | ----------- | ----------- | ----------- | ----------- | ----------- | ----------- | ------ |
| 1    | 5               | Nigel Mansell        | 1PS0        | 1P          | 1P          | 1PS0        | 1P          | 2PS0        | DNF         | 1PS0        | 1PS0        | 1P          | 2S          | 2P          | DNFPS0      | 1P          | DNFPS0      | DNFP        | 108    |
| 2    | 6               | Riccardo Patrese     | 2           | 2           | 2S          | DNF         | 2S          | 3           | DNF         | 2           | 2           | 8†S         | DNFP        | 3           | 5           | DNF         | 1           | DNF         | 56     |
| 3    | 19              | Michael Schumacher   | 4           | 3           | 3           | 2           | DNF         | 4           | 2           | DNF         | 4           | 3           | DNF         | 1S          | 3           | 7           | DNF         | 2S          | 53     |
| 4    | 1               | Ayrton Senna         | 3           | DNF         | DNF         | 9†          | 3           | 1           | DNFP        | DNF         | DNF         | 2           | 1           | 5           | 1           | 3S          | DNF         | DNF         | 50     |
| 5    | 2               | Gerhard Berger       | 5           | 4S          | DNF         | 4           | DNF         | DNF         | 1S          | DNF         | 5           | DNF         | 3           | DNF         | 4           | 2           | 2           | 1           | 49     |
| 6    | 20              | Martin Brundle       | DNF         | DNF         | DNF         | DNF         | 4           | 5           | DNF         | 3           | 3           | 4           | 5           | 4           | 2           | 4           | 3           | 3           | 38     |
| 7    | 27              | Jean Alesi           | DNF         | DNF         | 4           | 3           | DNF         | DNF         | 3           | DNF         | DNF         | 5           | DNF         | DNF         | DNF         | DNF         | 5           | 4           | 18     |
| 8    | 11              | Mika Häkkinen        | 9           | 6           | 10          | DNF         | DNQ         | DNF         | DNF         | 4           | 6           | DNF         | 4           | 6           | DNF         | 5           | DNF         | 7           | 11     |
| 9    | 4               | Andrea de Cesaris    | DNF         | 5           | DNF         | DNF         | 14†         | DNF         | 5           | DNF         | DNF         | DNF         | 8           | 8           | 6           | 9           | 4           | DNF         | 8      |
| 10   | 9               | Michele Alboreto     | 10          | 13          | 6           | 5           | 5           | 7           | 7           | 7           | 7           | 9           | 7           | DNF         | 7           | 6           | 15          | DNF         | 6      |
| 11   | 26              | Érik Comas           | 7           | 9           | DNF         | DNF         | 9           | 10          | 6           | 5           | 8           | 6           | DNF         | DNQ         | DNF         | DNF         | DNF         | DNF         | 4      |
| 12   | 16              | Karl Wendlinger      | DNF         | DNF         | DNF         | 8           | 12          | DNF         | 4           | DNF         | DNF         | 16          | DNF         | 11          | 10          | DNF         |             |             | 3      |
| 13   | 28              | Ivan Capelli         | DNF         | DNF         | 5           | 10†         | DNF         | DNF         | DNF         | DNF         | 9           | DNF         | 6           | DNF         | DNF         | DNF         |             |             | 3      |
| 14   | 25              | Thierry Boutsen      | DNF         | 10          | DNF         | DNF         | DNF         | 12          | 10          | DNF         | 10          | 7           | DNF         | DNF         | DNF         | 8           | DNF         | 5           | 2      |
| 15   | 12              | Johnny Herbert       | 6           | 7           | DNF         | DNF         | DNF         | DNF         | DNF         | 6           | DNF         | DNF         | DNF         | 13†         | DNF         | DNF         | DNF         | 13          | 2      |
| 16   | 22              | Pierluigi Martini    | DNF         | DNF         | DNF         | 6           | 6           | DNF         | 8           | 10          | 15          | 11          | DNF         | DNF         | 8           | DNF         | 10          | DNF         | 2      |
| 17   | 32              | Stefano Modena       | DNQ         | DNF         | DNF         | DNQ         | DNF         | DNF         | DNF         | DNF         | DNF         | DNQ         | DNF         | 15          | DNQ         | 13          | 7           | 6           | 1      |
| 18   | 23              | Christian Fittipaldi | DNF         | DNF         | DNF         | 11          | DNF         | 8           | 13          | DNQ         |             |             |             | DNQ         | DNQ         | 12          | 6           | 9           | 1      |
| 19   | 29              | Bertrand Gachot      | DNF         | 11          | DNF         | DNF         | DNF         | 6           | DSQ         | DNF         | DNF         | 14          | DNF         | 18†         | DNF         | DNF         | DNF         | DNF         | 1      |
| 20   | 10              | Aguri Suzuki         | 8           | DNQ         | DNF         | 7           | 10          | 11          | DNQ         | DNF         | 12          | DNF         | DNF         | 9           | DNF         | 10          | 8           | 8           | 0      |
| 21   | 21              | JJ Lehto             | DNF         | 8           | 8           | DNF         | 11†         | 9           | 9           | 9           | 13          | 10          | DNQ         | 7           | 11†         | DNF         | 9           | DNF         | 0      |
| 22   | 24              | Gianni Morbidelli    | DNF         | DNF         | 7           | DNF         | DNF         | DNF         | 11          | 8           | 17†         | 12          | DNQ         | 16          | DNF         | 14          | 14          | 10          | 0      |
| 23   | 33              | Mauricio Gugelmin    | 11          | DNF         | DNF         | DNF         | 7           | DNF         | DNF         | DNF         | DNF         | 15          | 10          | 14          | DNF         | DNF         | DNF         | DNF         | 0      |
| 24   | 3               | Olivier Grouillard   | DNF         | DNF         | DNF         | DNF         | 8           | DNF         | 12          | 11          | 11          | DNF         | DNF         | DNF         | DNF         | DNF         | DNF         | DNF         | 0      |
| 25   | 30              | Ukyo Katayama        | 12          | 12          | 9           | DNQ         | DNF         | DNPQ        | DNF         | DNF         | DNF         | DNF         | DNF         | 17          | 9†          | DNF         | 11          | DNF         | 0      |
| 26   | 17              | Paul Belmondo        | DNQ         | DNQ         | DNQ         | 12          | 13          | DNQ         | 14          | DNQ         | DNQ         | 13          | 9           |             |             |             |             |             | 0      |
| 27   | 7 (10x) 14 (3x) | Eric van de Poele    | 13          | DNQ         | DNQ         | DNQ         | DNQ         | DNQ         | DNQ         | DNQ         | DNQ         | DNQ         | DNF         | 10          | DNF         |             |             |             | 0      |
| 28   | 17              | Emanuele Naspetti    |             |             |             |             |             |             |             |             |             |             |             | 12          | DNF         | 11          | 13          | DNF         | 0      |
| 29   | 28              | Nicola Larini        |             |             |             |             |             |             |             |             |             |             |             |             |             |             | 12          | 11          | 0      |
| 30   | 8               | Damon Hill           |             |             |             | DNQ         | DNQ         | DNQ         | DNQ         | DNQ         | 16          | DNQ         | 11          |             |             |             |             |             | 0      |
| 31   | 16              | Jan Lammers          |             |             |             |             |             |             |             |             |             |             |             |             |             |             | DNF         | 12          | 0      |
| 32   | 15              | Gabriele Tarquini    | DNF         | DNF         | DNF         | DNF         | DNF         | DNF         | DNF         | DNF         | 14          | DNF         | DNF         | DNF         | DNF         |             |             |             | 0      |
| −    | 14              | Andrea Chiesa        | DNQ         | DNF         | DNQ         | DNF         | DNQ         | DNQ         | DNQ         | DNF         | DNQ         | DNQ         |             |             |             |             |             |             | 0      |
| −    | 34              | Roberto Moreno       |             |             | DNPQ        | DNPQ        | DNPQ        | DNF         | DNPQ        |             | DNPQ        | DNPQ        | DNQ         | DNQ         |             |             |             |             | 0      |
| −    | 23              | Alessandro Zanardi   |             |             |             |             |             |             |             |             | DNQ         | DNF         | DNQ         |             |             |             |             |             | 0      |
| −    | 8               | Giovanna Amati       | DNQ         | DNQ         | DNQ         |             |             |             |             |             |             |             |             |             |             |             |             |             | 0      |
| −    | 35              | Perry McCarthy       |             |             | EX          | DNPQ        | DNPQ        | DNPQ        | DNP         |             | DNPQ        | EX          | DNPQ        | DNQ         |             |             |             |             | 0      |
| −    | 34              | Alex Caffi           | EX          | DNP         |             |             |             |             |             |             |             |             |             |             |             |             |             |             | 0      |
| −    | 35              | Enrico Bertaggia     | EX          | DNP         |             |             |             |             |             |             |             |             |             |             |             |             |             |             | 0      |
| Pos. | Nr.             | Coureur              | ZAF         | MEX         | BRA         | SPA         | SMR         | MON         | CAN         | FRA         | GBR         | DUI         | HON         | BEL         | ITA         | POR         | JPN         | AUS         | Punten |
| Pos. | Nr.             | Coureur              | Grands Prix |             |             |             |             |             |             |             |             |             |             |             |             |             |             |             | Punten |

| Resultaat                      |
| ------------------------------ |
| Winnaar                        |
| Tweede plaats                  |
| Derde plaats                   |
| Gefinisht (punten)             |
| Gefinisht (geen punten)        |
| Niet geklasseerd (NC)          |
| Uitgevallen (DNF)              |
| Niet gekwalificeerd (DNQ)      |
| Niet gepre-kwalificeerd (DNPQ) |
| Gediskwalificeerd (DSQ)        |
| Niet gestart (DNS)             |
| Gewond (INJ)                   |
| Uitgesloten (EX)               |
| Teruggetrokken (WD)            |
| Niet deelgenomen (blanco cel)  |
| P Pole position                |
| S Snelste ronde                |

† — Coureur is niet gefinisht in de GP, maar heeft wel 90% van de raceafstand afgelegd, waardoor hij als geklasseerd genoteerd staat.
Opmerkingen: Ferrari ontsloeg Ivan Capelli voor de GP van Japan, Nicola Larini was zijn vervanger. March wisselde voor dezelfde wedstrijd Karl Wendlinger voor Jan Lammers. Wendlingers teamgenoot Paul Belmondo werd na de GP van Hongarije op straat gezet, in zijn plaats reed daarna Emanuele Naspetti. In het midden van het seizoen raakte Christian Fittipaldi (Minardi) geblesseerd, Alessandro Zanardi verving hem drie wedstrijden. Giovanna Amati werd vanwege sponsorproblemen na drie races op straat gezet door Brabham, Damon Hill was haar vervanger. Eric van de Poele vertrok na de GP van Duitsland bij Brabham, het team deed daarna nog 1 race mee met alleen Hill voordat het failliet ging. Van de Poele vertrok naar Fondmetal waar Andrea Chiesa vanwege slechte prestaties moest verdwijnen. Na de GP van Italië hield Fondmetal op te bestaan. Andrea Moda deed de eerste twee wedstrijden niet mee, in Brazilië alleen met Moreno, net als in Canada. In Frankrijk was het team afwezig en na de GP van België werd het team door de FIA uit de Formule 1 gezet vanwege de slechte naam die het team had.

### Klassement bij de constructeurs
| Pos. | Constructeur         | Nr. | Grands Prix | Grands Prix | Grands Prix | Grands Prix | Grands Prix | Grands Prix | Grands Prix | Grands Prix | Grands Prix | Grands Prix | Grands Prix | Grands Prix | Grands Prix | Grands Prix | Grands Prix | Grands Prix | Punten |
| Pos. | Constructeur         | Nr. | ZAF         | MEX         | BRA         | SPA         | SMR         | MON         | CAN         | FRA         | GBR         | DUI         | HON         | BEL         | ITA         | POR         | JPN         | AUS         | Punten |
| ---- | -------------------- | --- | ----------- | ----------- | ----------- | ----------- | ----------- | ----------- | ----------- | ----------- | ----------- | ----------- | ----------- | ----------- | ----------- | ----------- | ----------- | ----------- | ------ |
| 1    | Williams-Renault     | 5   | 1PS0        | 1P          | 1P          | 1PS0        | 1P          | 2PS0        | DNF         | 1PS0        | 1PS0        | 1P          | 2S          | 2P          | DNFPS0      | 1P          | DNFPS0      | DNFP        | 164    |
| 1    | Williams-Renault     | 6   | 2           | 2           | 2S          | DNF         | 2S          | 3           | DNF         | 2           | 2           | 8†S         | DNFP        | 3           | 5           | DNF         | 1           | DNF         | 164    |
| 2    | McLaren-Honda        | 1   | 3           | DNF         | DNF         | 9†          | 3           | 1           | DNFP        | DNF         | DNF         | 2           | 1           | 5           | 1           | 3S          | DNF         | DNF         | 99     |
| 2    | McLaren-Honda        | 2   | 5           | 4S          | DNF         | 4           | DNF         | DNF         | 1S          | DNF         | 5           | DNF         | 3           | DNF         | 4           | 2           | 2           | 1           | 99     |
| 3    | Benetton-Ford        | 19  | 4           | 3           | 3           | 2           | DNF         | 4           | 2           | DNF         | 4           | 3           | DNF         | 1S          | 3           | 7           | DNF         | 2S          | 91     |
| 3    | Benetton-Ford        | 20  | DNF         | DNF         | DNF         | DNF         | 4           | 5           | DNF         | 3           | 3           | 4           | 5           | 4           | 2           | 4           | 3           | 3           | 91     |
| 4    | Ferrari              | 27  | DNF         | DNF         | 4           | 3           | DNF         | DNF         | 3           | DNF         | DNF         | 5           | DNF         | DNF         | DNF         | DNF         | 5           | 4           | 21     |
| 4    | Ferrari              | 28  | DNF         | DNF         | 5           | 10†         | DNF         | DNF         | DNF         | DNF         | 9           | DNF         | 6           | DNF         | DNF         | DNF         | 12          | 11          | 21     |
| 5    | Lotus-Ford           | 11  | 9           | 6           | 10          | DNF         | DNQ         | DNF         | DNF         | 4           | 6           | DNF         | 4           | 6           | DNF         | 5           | DNF         | 7           | 13     |
| 5    | Lotus-Ford           | 12  | 6           | 7           | DNF         | DNF         | DNF         | DNF         | DNF         | 6           | DNF         | DNF         | DNF         | 13†         | DNF         | DNF         | DNF         | 13          | 13     |
| 6    | Tyrrell-Ilmor        | 3   | DNF         | DNF         | DNF         | DNF         | 8           | DNF         | 12          | 11          | 11          | DNF         | DNF         | DNF         | DNF         | DNF         | DNF         | DNF         | 8      |
| 6    | Tyrrell-Ilmor        | 4   | DNF         | 5           | DNF         | DNF         | 14†         | DNF         | 5           | DNF         | DNF         | DNF         | 8           | 8           | 6           | 9           | 4           | DNF         | 8      |
| 7    | Footwork-Mugen-Honda | 9   | 10          | 13          | 6           | 5           | 5           | 7           | 7           | 7           | 7           | 9           | 7           | DNF         | 7           | 6           | 15          | DNF         | 6      |
| 7    | Footwork-Mugen-Honda | 10  | 8           | DNQ         | DNF         | 7           | 10          | 11          | DNQ         | DNF         | 12          | DNF         | DNF         | 9           | DNF         | 10          | 8           | 8           | 6      |
| 8    | Ligier-Renault       | 25  | DNF         | 10          | DNF         | DNF         | DNF         | 12          | 10          | DNF         | 10          | 7           | DNF         | DNF         | DNF         | 8           | DNF         | 5           | 6      |
| 8    | Ligier-Renault       | 26  | 7           | 9           | DNF         | DNF         | 9           | 10          | 6           | 5           | 8           | 6           | DNF         | DNQ         | DNF         | DNF         | DNF         | DNF         | 6      |
| 9    | March-Ilmor          | 16  | DNF         | DNF         | DNF         | 8           | 12          | DNF         | 4           | DNF         | DNF         | 16          | DNF         | 11          | 10          | DNF         | DNF         | 12          | 3      |
| 9    | March-Ilmor          | 17  | DNQ         | DNQ         | DNQ         | 12          | 13          | DNQ         | 14          | DNQ         | DNQ         | 13          | 9           | 12          | DNF         | 11          | 13          | DNF         | 3      |
| 10   | Dallara-Ferrari      | 21  | DNF         | 8           | 8           | DNF         | 11†         | 9           | 9           | 9           | 13          | 10          | DNQ         | 7           | 11†         | DNF         | 9           | DNF         | 3      |
| 10   | Dallara-Ferrari      | 22  | DNF         | DNF         | DNF         | 6           | 6           | DNF         | 8           | 10          | 15          | 11          | DNF         | DNF         | 8           | DNF         | 10          | DNF         | 3      |
| 11   | Jordan-Yamaha        | 32  | DNQ         | DNF         | DNF         | DNQ         | DNF         | DNF         | DNF         | DNF         | DNF         | DNQ         | DNF         | 15          | DNQ         | 13          | 7           | 6           | 1      |
| 11   | Jordan-Yamaha        | 33  | 11          | DNF         | DNF         | DNF         | 7           | DNF         | DNF         | DNF         | DNF         | 15          | 10          | 14          | DNF         | DNF         | DNF         | DNF         | 1      |
| 12   | Minardi-Lamborghini  | 23  | DNF         | DNF         | DNF         | 11          | DNF         | 8           | 13          | DNQ         | DNQ         | DNF         | DNQ         | DNQ         | DNQ         | 12          | 6           | 9           | 1      |
| 12   | Minardi-Lamborghini  | 24  | DNF         | DNF         | 7           | DNF         | DNF         | DNF         | 11          | 8           | 17†         | 12          | DNQ         | 16          | DNF         | 14          | 14          | 10          | 1      |
| 13   | Venturi-Lamborghini  | 29  | DNF         | 11          | DNF         | DNF         | DNF         | 6           | DSQ         | DNF         | DNF         | 14          | DNF         | 18†         | DNF         | DNF         | DNF         | DNF         | 1      |
| 13   | Venturi-Lamborghini  | 30  | 12          | 12          | 9           | DNQ         | DNF         | DNPQ        | DNF         | DNF         | DNF         | DNF         | DNF         | 17          | 9†          | DNF         | 11          | DNF         | 1      |
| 14   | Fondmetal-Ford       | 14  | DNQ         | DNF         | DNQ         | DNF         | DNQ         | DNQ         | DNQ         | DNF         | DNQ         | DNQ         | DNF         | 10          | DNF         |             |             |             | 0      |
| 14   | Fondmetal-Ford       | 15  | DNF         | DNF         | DNF         | DNF         | DNF         | DNF         | DNF         | DNF         | 14          | DNF         | DNF         | DNF         | DNF         |             |             |             | 0      |
| 15   | Brabham-Judd         | 7   | 13          | DNQ         | DNQ         | DNQ         | DNQ         | DNQ         | DNQ         | DNQ         | DNQ         | DNQ         |             |             |             |             |             |             | 0      |
| 15   | Brabham-Judd         | 8   | DNQ         | DNQ         | DNQ         | DNQ         | DNQ         | DNQ         | DNQ         | DNQ         | 16          | DNQ         | 11          |             |             |             |             |             | 0      |
| −    | Andrea Moda-Judd     | 34  | EX          | DNP         | DNPQ        | DNPQ        | DNPQ        | DNF         | DNPQ        |             | DNPQ        | DNPQ        | DNQ         | DNQ         |             |             |             |             | 0      |
| −    | Andrea Moda-Judd     | 35  | EX          | DNP         | EX          | DNPQ        | DNPQ        | DNPQ        | DNP         |             | DNPQ        | EX          | DNPQ        | DNQ         |             |             |             |             | 0      |
| Pos. | Constructeur         | Nr. | ZAF         | MEX         | BRA         | SPA         | SMR         | MON         | CAN         | FRA         | GBR         | DUI         | HON         | BEL         | ITA         | POR         | JPN         | AUS         | Punten |
| Pos. | Constructeur         | Nr. | Grands Prix |             |             |             |             |             |             |             |             |             |             |             |             |             |             |             | Punten |

| Resultaat                      |
| ------------------------------ |
| Winnaar                        |
| Tweede plaats                  |
| Derde plaats                   |
| Gefinisht (punten)             |
| Gefinisht (geen punten)        |
| Niet geklasseerd (NC)          |
| Uitgevallen (DNF)              |
| Niet gekwalificeerd (DNQ)      |
| Niet gepre-kwalificeerd (DNPQ) |
| Gediskwalificeerd (DSQ)        |
| Niet gestart (DNS)             |
| Gewond (INJ)                   |
| Uitgesloten (EX)               |
| Teruggetrokken (WD)            |
| Niet deelgenomen (blanco cel)  |
| P Pole position                |
| S Snelste ronde                |

† — Coureur is niet gefinisht in de GP, maar heeft wel 90% van de raceafstand afgelegd, waardoor hij als geklasseerd genoteerd staat.
1950 · 1951 · 1952 · 1953 · 1954 · 1955 · 1956 · 1957 · 1958 · 1959 · 1960 · 1961 · 1962 · 1963 · 1964 · 1965 · 1966 · 1967 · 1968 · 1969 · 1970 · 1971 · 1972 · 1973 · 1974 · 1975 · 1976 · 1977 · 1978 · 1979 · 1980 · 1981 · 1982 · 1983 · 1984 · 1985 · 1986 · 1987 · 1988 · 1989 · 1990 · 1991 · 1992 · 1993 · 1994 · 1995 · 1996 · 1997 · 1998 · 1999 · 2000 · 2001 · 2002 · 2003 · 2004 · 2005 · 2006 · 2007 · 2008 · 2009 · 2010 · 2011 · 2012 · 2013 · 2014 · 2015 · 2016 · 2017 · 2018 · 2019 · 2020 · 2021 · 2022 · 2023 · 2024 · 2025 · 2026 
 Lijst van Formule 1 Grand Prix-wedstrijden